# Yanbu
Yanbu (en arabe : ينبع البحر, Yanbouʿ el-Baḥr, « source près de la mer ») est une ville d'Arabie saoudite située sur la mer Rouge. La ville est familièrement surnommée « Al Balad ».

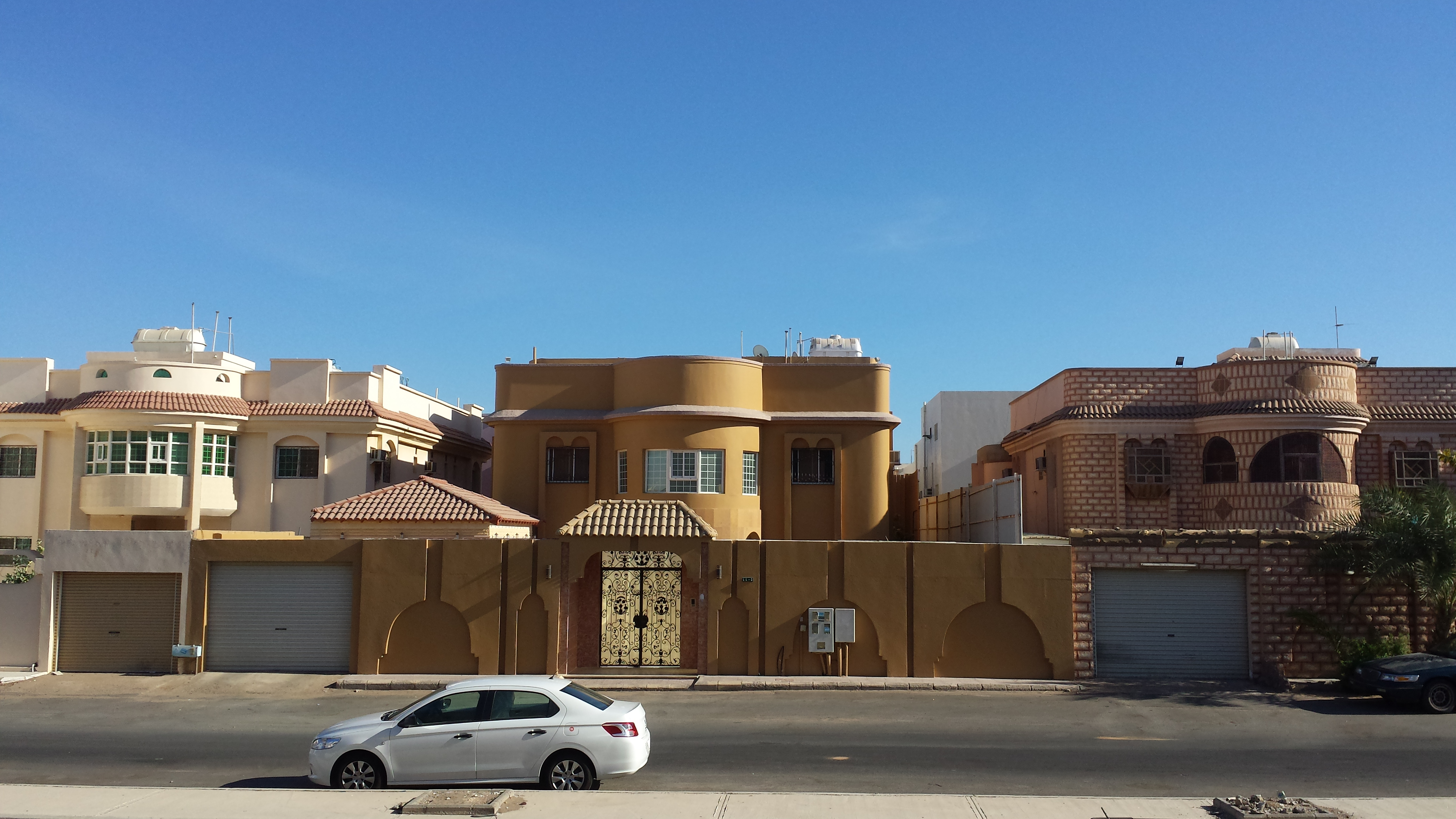
Zones résidentielles à Yanbu

## Économie
Yanbu est réputée pour sa grande raffinerie, symbole de la puissance de l'industrie pétrochimique de l'Arabie saoudite. Les activités industrielles de cette ville, qui est située à 460 milles marins (850 kilomètres) au sud du canal de Suez, s'étendent sur 24 kilomètres le long de la côte, et jusqu'à sept kilomètres dans les terres. Avec al-Jubayl, Yanbu constitue la clé du plan d'industrialisation saoudien.

## Transports
Elle est desservie par l'aéroport de Yanbu, ouvert aux vols internationaux depuis décembre 2009.